# リステルスキーファンタジア
リステルスキーファンタジアは、ホテルリステル猪苗代に併設されているスキー場。所在地は福島県耶麻郡猪苗代町。

## 概要
隣接するホテルリステル猪苗代と同じく長治観光が経営しており、宿泊者のプライベートゲレンデと言えるスキー場である。
スキー場の規模は小さいものの、ダフィーコースがFIS（国際スキー連盟）の公認モーグルコースとなっており、日本初のワールドカップを開催。1999年から毎年FISワールドカップのモーグルの猪苗代大会が行われた。2009-2010年シーズン、リステルグループの資金不足を理由に開催を返上、東日本大震災や福島第一原子力発電所事故の影響により猪苗代町で開催できる見込みがなくなったため、全日本スキー連盟は新潟県湯沢町の苗場スキー場での開催を目指す決定をした。2012-2013年シーズンからは再び猪苗代にてワールドカップの開催が行われている。
また、シーズンオフには、場内に設置されたウォータージャンプ施設でトレーニングを行う者が多数集い、全日本ナショナルチームの合宿も度々開催されている。国内ではモーグル、エアリアルの聖地ともいえるスキー場である。

## 歴史
- 1986年オープン。
- 1988年2月日本初のFISフリースタイルスキー・ワールドカップ開催。
- 2009年フリースタイルスキー世界選手権開催。

## アクセス
- 磐越自動車道猪苗代磐梯高原ICから約5km。
- 磐越西線猪苗代駅からシャトルバスで約15分。